# Good Job〜グッジョブ
『Good Job〜グッジョブ』は、かたおかみさおの漫画、またこれを原作とするテレビドラマである。

## 概要
講談社発行のヤング女性向け漫画雑誌『Kiss』で不定期に、各話1回ずつの読みきり形式で掲載された。単行本は、2001年1月12日に過去の掲載分をまとめた第1巻が発売され、2007年3月13日に最終巻である第7巻が発売され完結した。
2008年から2013年まで、『Kiss PLUS』において続編である『新Good Job〜グッジョブ』が連載された（全7巻）。その続編『Good Job Returns』もある（全4巻）。

## あらすじ
中堅の建設会社である「佐嶋建設」本社の営業二課が舞台である。「ハイパーOL仮面」と呼ばれる主人公・上原草子と周囲の人たちの関わりを快活に描いている。

## テレビドラマ
NHK総合テレビで、2007年3月26日から3月30日までの23:00～23:30（JST）に、5夜連続でドラマが放映された。なお、関東地方のみ神奈川県知事選挙の政見放送のため、第5話が同年3月31日23:20～23:50の放送となった。また、同年8月8日と8月9日の深夜（日付上は、同年8月9日と10日未明）にも再放送された。
2010年3月22日から3月26日まで、NHK総合で再放送された。これは松下奈緒の主演する『ゲゲゲの女房』放送記念として実施された。そのため、各エピソードの終わりに『ゲゲゲの女房』のPRが放送された。松下以外にも『あぐり』（1997年度上半期）の田中美里、『風のハルカ』（2005年度下半期）の村川絵梨といった歴代朝ドラヒロインが出演しており、3人の朝ドラヒロイン同士が直接的な共演を見せているのも当番組の特徴である。2010年5月9日にNHK BS-hiで一挙再放送され、また、2011年9月19日から9月23日までNHK BSプレミアムでも再放送された。

### 各話タイトル
- 第1回：「営業2課へようこそ」
- 第2回：「一緒に働きたい女って?」
- 第3回：「恋する女たち」
- 第4回：「お局さんと新人ちゃん」
- 最終回：「プロフェッショナルな女たち」

### あらすじ
1話完結であるが、全体的には黒木の異動から課長の定年退職までを描いている。

### キャスト
上原草子：松下奈緒
チームワークを重視して、さわやかで仕事ができる「ハイパーOL仮面」。営業二課をメンタル面で仕切り、人望も厚い。黒木・松井・元木担当。
南和枝：市川実日子
仏頂面、完璧主義者でハッキリものをいう性格からか、キツイと周りから思われることもしばしば。川相・後藤担当。
二岡智美：サエコ
恋愛至上主義で、恋愛の状況によって仕事の速さが変わってしまう。機械系には明るく、専門用語などにも長けている。高橋担当。
斉藤直：村川絵梨
新人OL。勉強熱心だが、覚えたことを忘れやすい。原担当だったが、黒木担当に変わった。
小久保香世：田中美里
佐嶋建設の受付嬢だったが、営業二課に異動になる。
川相幸長：近藤公園
字が汚くミスをよく犯す。その都度南から指摘を受けるが、そんな南に感謝し好意を持つ。
八木拓也：松田悟志
上原の恋人。設計課に勤務していたが、上原と別れ会社から独立した。
永井学：黄川田将也
二岡の恋人。
高田明仁：螢雪次朗
口が悪く、周囲からあまり良く見られていない。嫌われる中年男性の典型例。
高橋良男：長谷川朝晴
二岡が担当する営業課員。
松井祐樹：信太昌之
原和典：桜井聖
元木正洋：出口哲也
後藤亮太：山本禎顕
営業二課員たち。
宮田耕一：平泉成
佐嶋建設営業二課長。営業一筋だったが、まもなく定年を迎える。
村田真子：水野真紀
営業二課のお局的な存在。周囲に嫌われまいとするあまり、思ったことが言えずに悩む。読書好き。
黒木丈二：徳重聡
仙台支社から異動してくるエリート社員。古きよき日本男児の風格をもっている。異動当初は、上原の言動にムッとしている部分もあったが、その後は徐々に打ち解けていく。

### その他キャスト
- 黒木の元彼女：菊池亜希子
- 佐嶋建設の受付：内田もも香
- 山本、小久保と話す社員 ：小磯勝弥
- 岡島みずき（寿退社のOL）：林侑香
- 佐嶋建設の部長：長沢大
- 佐嶋建設の役員：小杉幸彦
- 南の元彼 ：小川信行
- 配線業者：滝直希
- 小久保の元同僚OL ：飯沼千恵子
- 小久保の元同僚OL ：平野麻樹子
- 駒田（お局OL）：藤代三千代
- 取引先の男 ：浜田道彦
- 営業二課OL（回想シーン）：原田佳奈
- 営業二課OL（回想シーン）：澤山薫
- 直の同期のOL：工藤あさぎ
- 直の同期のOL：山口温
- 社員：島根さだよし
- 社員：松尾マリヲ
- 九重部長（佐嶋建設の取引先）：渡辺いっけい
- 工務店の男：勝光徳

### スタッフ
- 脚本：大森美香
- 演出：片岡敬司[4]
- 主題歌：山田タマル「A Beautiful Day」（BMG JAPAN）

### その他
日本テレビ系ドラマ『ハケンの品格』は、正社員と派遣社員を軸に描いたオフィスドラマだったが、このドラマは同じオフィス内で総合職の営業マンと一般職のOLを軸として描かれているためか、ハケンの品格とは対極にあるドラマだという意見が一部にある。